# Joseph Gabler
Joseph Gabler (* 6. Juli 1700 in Ochsenhausen; † 8. November 1771 in Bregenz) war einer der bedeutendsten Orgelbaumeister in Süddeutschland während der Barockzeit.

## Leben

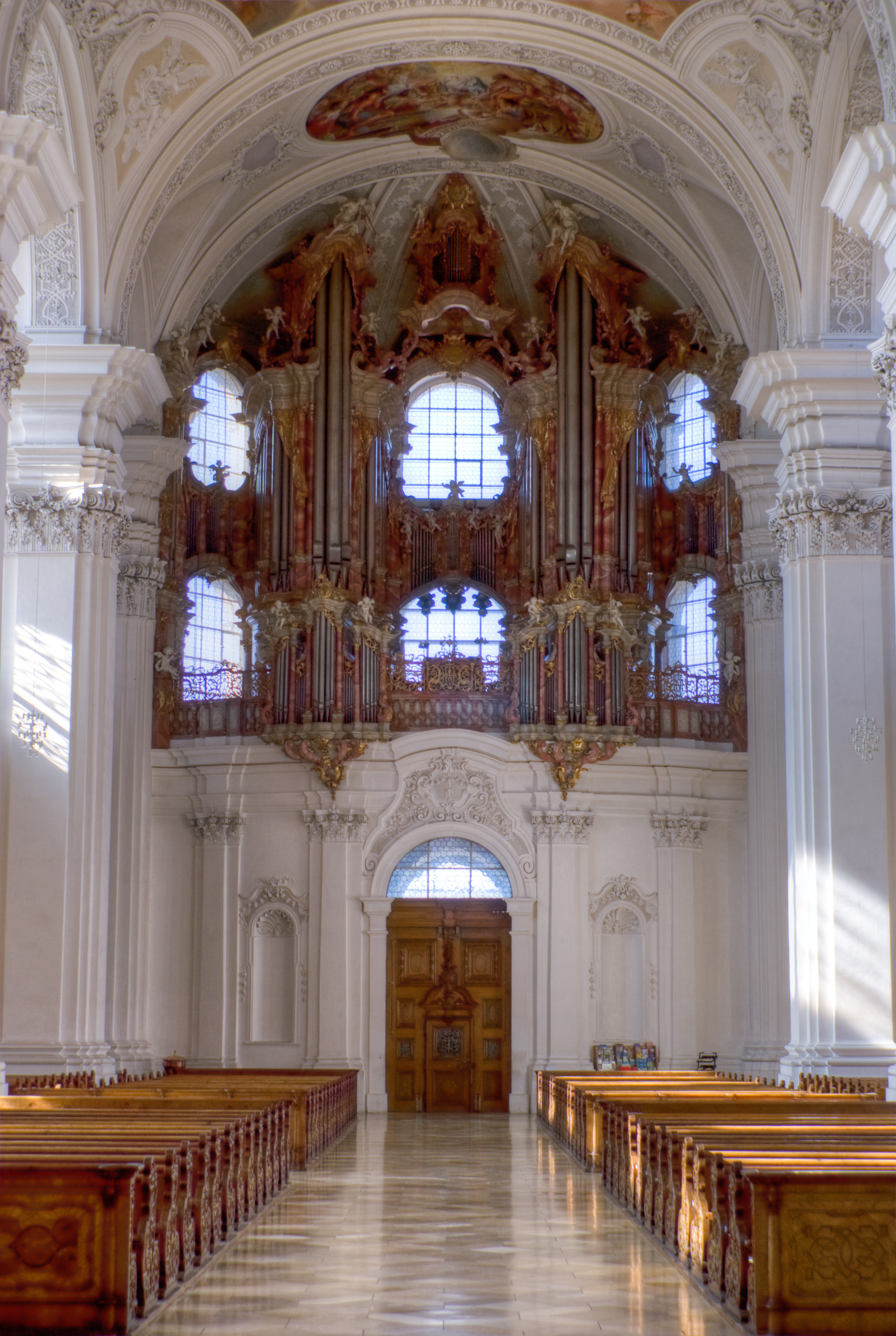
Große Orgel der Basilika St. Martin in Weingarten

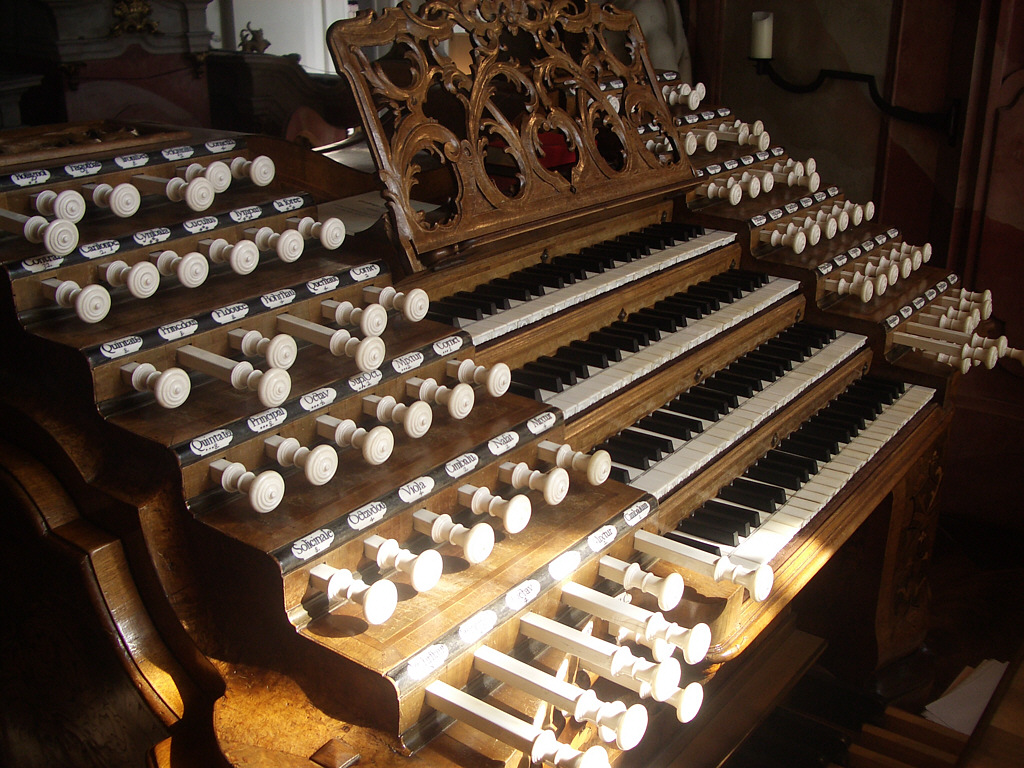
Spieltisch der Großen Orgel der Basilika St. Martin in Weingarten

Gabler wurde in der Werkstatt des Klosters Ochsenhausen zum Schreiner ausgebildet. Der Tradition folgend ging er auf Wanderschaft und arbeitete von 1719 an für mehrere Jahre in Mainz. Über diesen Zeitraum ist jedoch so gut wie nichts bekannt. Nach Beendigung seiner Wanderjahre fand er eine Anstellung bei einem der Mainzer Orgelbauer. Als Lehrmeister kommen die seinerzeit in Mainz tätigen Orgelbauer Johann Jakob Dahm und Anton Ignaz Will in Frage, wohl kaum aber der in der älteren Literatur immer wieder genannte Johann Peter Geissel, welcher 1636 geboren wurde, ab 1689 aber nicht mehr in Mainz nachweisbar ist.
Auch eine Mitarbeit in der Werkstatt des Anton Ziegenhorn († 1720) und seines Sohnes Johann Eberhard Ziegenhorn († 1726), dessen Witwe Gabler 1729 heiratete, ist nicht belegbar; die Ziegenhorns waren weder Schreiner noch Orgelbauer, sondern Zimmerleute. Gabler wird als Orgelbauer erst 1727 aktenkundig, als er sich erfolglos um die Wartung der Mainzer Domorgeln bewarb. Den Vorzug erhielt damals der Mainzer Orgelbauer Johannes Kohlhaas der Ältere.
Zwischen 1729 und 1733 hielt Gabler sich wieder in Ochsenhausen auf. In dieser Zeit erhielt er den Auftrag von Abt Cölestin Frener zum Neubau der Orgel in der Stiftskirche St. Georg. Danach, in den Jahren 1733/1734, war er nochmals in Mainz tätig. Seit 1736 oder 1737 bis mindestens 1750 lebte er mit seiner Familie im bei Ravensburg gelegenen Weingarten, wo er bis 1750 die Große Orgel auf der Westempore des Münsters baute, und von 1763 bis 1768 in Ravensburg. Er arbeitete anschließend wieder in Ochsenhausen, wo er sein Erstlingswerk nach dem Weingartener Vorbild mit einem freistehenden, also nicht an das Orgelgehäuse angebauten Spieltisch versah und umbaute. Die recht neuartigen freistehenden Spieltische bei Orgeln wurden zu jener Zeit immer beliebter und schließlich von den meisten süddeutschen Orgelbauern übernommen, weil sie dem Organisten freie Sicht zum Altar oder Dirigenten, Chor und Orchester gewährten.
Gablers weitere Tätigkeiten sind nur lückenhaft bekannt. Von 1753 bis 1755 baute Gabler die Chororgel des Münsters in Zwiefalten, von 1756 bis 1759 erweiterte er die Chororgel in Maria Steinbach, baute die Orgel in der Memminger Martinskirche und zwei Positive für die Memminger Lateinschule und das Musikkollegium. Von 1763 bis 1766 ist sein Aufenthalt in Ravensburg bezeugt, wo er an den Orgeln der Karmeliter- und Dreifaltigkeitskirche arbeitete. Die letzten Lebensjahre verbrachte er in Bregenz am Bodensee und wurde dort, durch hohe Schulden noch zur Arbeit gezwungen, beim Bau der Stadtkirchenorgel von einem Schlaganfall getroffen.
Neben Karl Joseph Riepp und Johann Nepomuk Holzhey gilt Gabler als der bedeutendste Orgelbauer Oberschwabens. Von seinen Orgeln existieren nur diejenigen in Ochsenhausen, Weingarten und Maria Steinbach; allein die Große Orgel in Weingarten ist bis heute beinahe völlig original erhalten geblieben. Stark verändert wurde im 19. und 20. Jahrhundert die Orgel in Maria Steinbach, in etwas geringerem Umfang diejenige von Ochsenhausen; von Gablers übrigen Werken ist meist kaum mehr als der Prospekt erhalten.

## Vox-humana-Sage
Um die Große Orgel in Weingarten ranken sich allerlei Sagen, wie beispielsweise die Vox-humana-Sage, die ihren Grund in der Frage hat, ob es möglich sei, mittels eines Orgelregisters die menschliche Stimme nachzuahmen (die in zahlreichen Orgeln existierenden Vox-humana-Register tun dies, entgegen ihrem Namen, so gut wie nie.). Da Gabler trotz Mischung spezieller Metalllegierungen erfolglos blieb, soll ihm der Satan in der Nacht eingeflüstert haben, er helfe ihm, wenn er ihm dafür seine Seele verschreibe.
In einer stürmischen Nacht soll sich Gabler heimlich aus dem Kloster geschlichen und auf den Weg zum Laurastein gemacht haben, um sich dort, wie vereinbart, mit dem Teufel zu treffen. Dieser sei ihm als Jäger erschienen. Gabler habe dem Teufel mit seinem Blut als Tinte seine Seele verschrieben. Als Gegenleistung habe er ein Metall für den Pfeifenguss erhalten.
Nachdem Gabler das vom Teufel erhaltene Metall in Pfeifen gegossen habe, soll das Vox-humana-Register wie eine Menschenstimme geklungen haben, allerdings habe es anstatt geistlicher Lieder nur weltliche Musik erzeugt, die viele Mönche zum Verlassen ihrer Zellen veranlassten, um sich weltlichen Genüssen hinzugeben. Daraufhin habe ihn der Abt vorführen lassen. Ihm gestand er die „schwarze Tat“. Gabler sei dann der Prozess gemacht worden und er sollte gemeinsam mit dem unheimlichen Register im Hof des Klosters verbrannt werden. Zuvor aber sollte er Ersatz für das teuflische Register schaffen; das sei ihm so gut gelungen, dass man ihn begnadigt habe. – Diese Sage blieb bis heute lebendig; noch im Jahre 1937 wurde sie von Weingartener Bürgern auf der Münstertreppe als Heimatspiel aufgeführt.

## Geheimhebel-Sage
Eine weitere und ebenfalls bis in unsere Tage lebendige Legende befasst sich mit einem Geheimhebel, der sich in der Weingartener Orgel befunden haben soll. Gabler, der von den Mönchen nicht den ausgemachten Lohn erhalten habe (was im Grundsatz den Fakten recht nahekommt), habe sich geraume Zeit nach Fertigstellung der Großen Orgel die Schlüssel zur Orgel erbeten, um eine Kleinigkeit nachzusehen. Im Inneren des Instrumentes habe er einen einzigen Hebel umgelegt, und die Orgel habe hierauf nur noch leise gewimmert. Sehr besorgt versammelten sich Abt und Konvent, woraufhin Gabler sofortige Abhilfe versprach, falls ihm der noch ausstehende Lohn ausbezahlt werde. Das Kloster bezahlte und mit einem Griff brachte Gabler die Orgel wieder in alter Pracht zum Erklingen.
Im Jahre 1912 wurde im Zuge einer Renovierung von Orgelbaumeister Weigle an einer schwer zugänglichen Stelle ein versteckter Hebel gefunden und damals leider entfernt; der Hebel war eine Art Sperrventil mit einem kleinen Loch, mit dem die Windzufuhr gedrosselt werden konnte. Als die Orgel 1981–83 durch die Schweizer Orgelbaufirma Orgelbau Th. Kuhn AG restauriert wurde, folgten die Orgelbauer der Gablerschen Tradition und bauten wieder einen solchen Geheimhebel ein; wo, ist bis heute ein Geheimnis.

## Werke
| Jahr                 | Ort             | Gebäude                             | Bild | Manuale | Register | Bemerkungen |
| -------------------- | --------------- | ----------------------------------- | ---- | ------- | -------- | --- |
| 1728–1734, 1751–1755 | Ochsenhausen    | St. Georg                           |      | IV/P    | 47       | Neubau unter Verwendung älterer Teile, in den 1750er Jahren Umbau durch Gabler; Register weitgehend erhalten → Orgel |
| 1739–1743            | Weingarten      | St. Martin, Chororgel               |      | II/P    | 22       | Nur Prospekt und einige Pfeifen erhalten. |
| 1747–1748            | Hasenweiler     | Pfarrkirche Mariä Geburt            |      | I/P     | 10       | Ursprünglich in der Kapelle des Klosters St. Michael in Ravensburg. Nach der Auflösung des Klosters 1812 nach Hasenweiler verkauft, dort von Franz Anton Kiene wieder aufgebaut, 1862 Neubau durch Vitus Klingler unter Verwendung des Altbestands, 1912 Neubau durch Späth, 1996 Neubau durch Hermann Weber (II/P/21) unter Verwendung des erhaltenen Gehäuses von Gabler. |
| 1737–1750            | Weingarten      | St. Martin, Hauptorgel              |      | IV/P    | 62       | → Orgeln der Basilika St. Martin (Weingarten) |
| 1752–1755            | Zwiefalten      | Klosterkirche Zwiefalten, Chororgel |      | II/P    | 23       | Nur Prospekt erhalten. |
| 1755–1759            | Maria Steinbach | Wallfahrtskirche                    |      | II/P    | 24       | Mehrfach umgebaut; heute II/P/26; rekonstruiert von Orgelbau Schmid |
| 1768–1771            | Bregenz         | St. Gallus                          |      | II/P    | 19       | Nur Gehäuse erhalten. |